# Lich (estrela)
Lich, conhecido por PSR B1257+12, e por vezes abreviado e chamado por PSR 1257+12, é um pulsar que se encontra a 980 anos-luz da Terra. O raio do pulsar é aproximadamente 0,00002 o raio do Sol, ou seja, de apenas 15 km.
Acredita-se que o pulsar PSR B1257+12 seja orbitado por quatro planetas extrassolares. Entre eles encontra-se o primeiro planeta extrassolar descoberto. Este planeta tem cerca de 4,3 vezes a massa da Terra, tendo assim um raio muito superior ao da estrela à volta da qual orbita.

## Pulsar
PSR B1257+12 está na constelação de virgem, e está situado a aproximadamente 980 anos-luz da Terra. Ele foi descoberto pelo astrônomo polonês Aleksander Wolszczan em 1990 usando o radiotelescópio de Arecibo. É um pulsar do milissegundo, de estrela de nêutron, e foi encontrado por ter anomalias no período da pulsação, que conduziu às investigações a respeito da causa dos pulsos irregulares. Tem um período de rotação de 6,22 milissegundos.

## Planetas

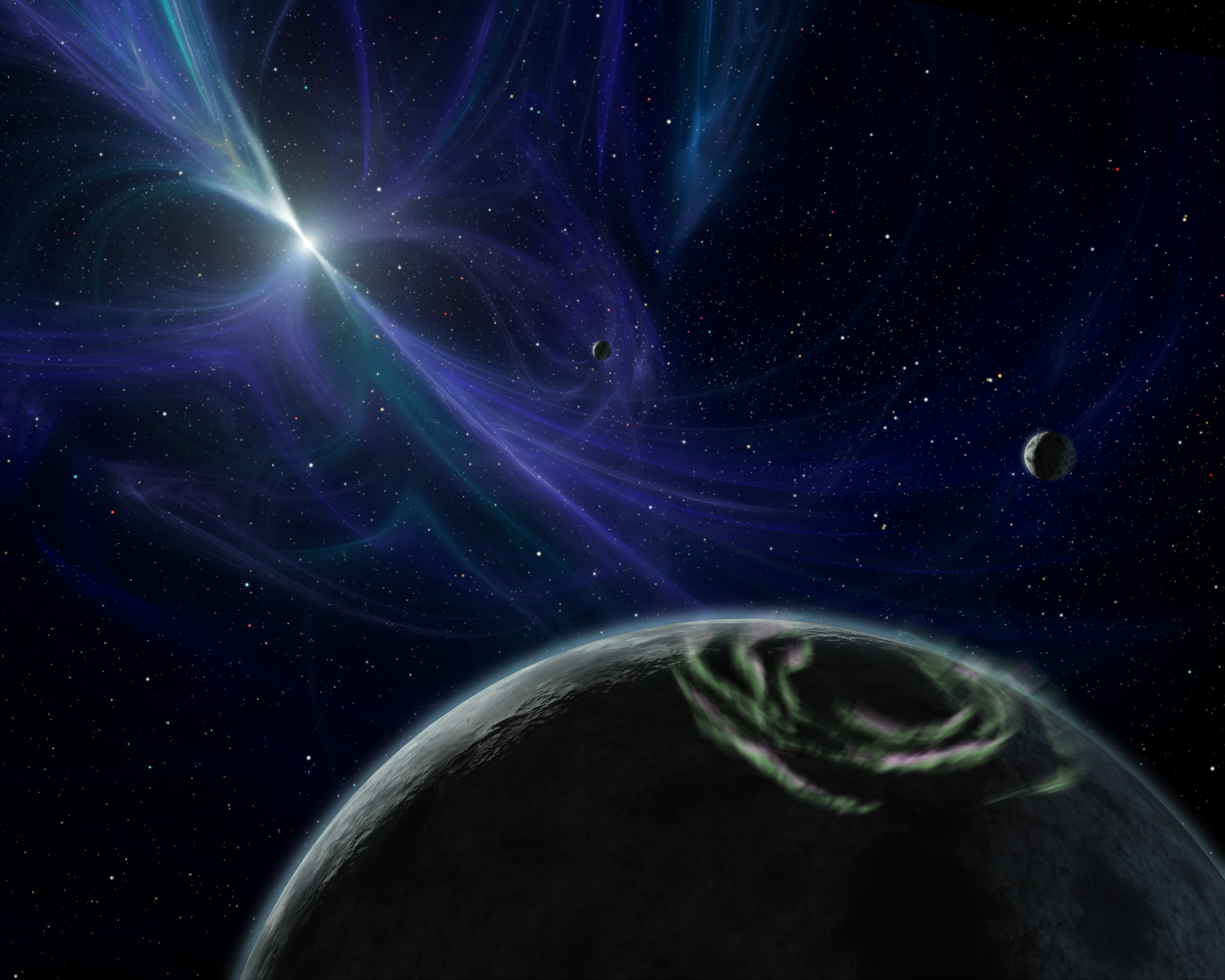
Impressão artística dos planetas que orbitam a PSR B1257+12.

Em 1992, Aleksander Wolszczan e Dale Frail descobriram que o pulsar tem dois planetas. Estes foram os primeiros planetas extrassolares descobertos; como planetas de pulsar, surpreenderam muitos astrônomos que esperavam encontrar planetas somente em torno das estrelas normais. A incerteza adicional cercou o sistema, porque uma reivindicação de um planeta mais afastado do pulsar em torno de PSR 1829-10 que teve que ser retraído devido aos erros nos cálculos. Mais tarde, um planeta adicional foi descoberto. Este sistema pode ter um cinturão de asteroides ou um cinturão de Kuiper. Acredita-se que os planetas sejam os núcleos rochosos de gigantes de gás anteriores, ou o resultado de um segundo círculo da formação planetária do sistema resultando dos restos incomuns de supernova. Se fossem os restos dos planetas que orbitam a estrela antes da supernova, eram em teoria gigantes de gás com grandes núcleos rochosos, cujas atmosferas foram retiradas pela supernova, e espiralaram para dentro a suas órbitas atuais.
Deve-se anotar que os planetas de PSR B1275+12 estão designados de A a D (aumentam a distância entre A e D), ao contrário dos planetas em torno das estrelas normais.

### PSR B1257+12 A

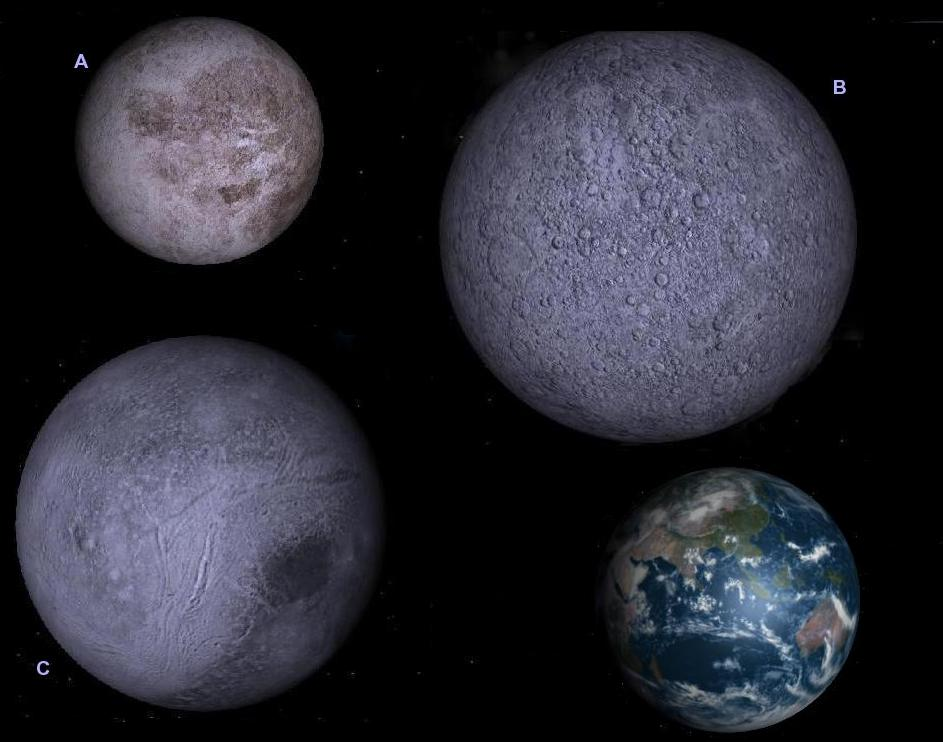
Possível tamanho dos planetas do sistema PSR B1257+12 comparados com a Terra. Qualquer um dos planetas tem um raio muito superior à da própria estrela, que ronda os 15 km.

PSR B1257+12 A é o planeta que orbita o pulsar em uma distância de 0,19 UA com um período orbital de aproximadamente 25 dias. Em 1997, reivindicou-se que este planeta era no facto um artefacto causado pelo vento solar. É aproximadamente duas vezes mais massivo que a Lua.

### PSR B1257+12 B
PSR B1257+12 B é o segundo planeta que orbita o pulsar em uma distância de 0,36 UA com um período orbital de aproximadamente 66 dias. O planeta é quatro vezes mais massivo que a Terra. Como o planeta B e o planeta C têm órbitas muito próximas, perturbações mensuráveis são causadas em suas órbitas. Este fenómeno fornece evidência muito forte para a existência de ambos os planetas.

### PSR B1257+12 C
PSR B1257+12 C é o terceiro planeta que orbita o pulsar em uma distância orbital média de 0,46 UA com um período orbital de aproximadamente 98 dias. É quase quatro vezes mais massivo que a Terra.

### Possível cometa
Suspeita-se que um asteroide ou um cometa esteja orbitando PSR B1257+12 a uma distância orbital média de 2,6 UA com um período orbital de aproximadamente 3,5 anos. O objeto é muito pequeno para ser considerado um planeta, mas é o primeiro asteroide ou o cometa extrassolar conhecido, sendo um objeto análogo aos do cinturão de Kuiper em nosso sistema solar. É possível que este objeto seja um membro maior de um cinturão de objetos menores em torno do pulsar. Tem um limite massivo superior de 0,2 Plutões (0,0004 Terras) e um diâmetro de aproximadamente 700 km. Entretanto, este objeto ainda não foi confirmado. Ele é citado às vezes como PSR B1257+12 D. Originalmente, em 1996, era possivelmente um gigante como Saturno (massa de 100 Terras), orbitando a 40 Unidade Astronômica, porém a descoberta não era conclusiva e foi retraída mais tarde.